# Дальбоно, Эдуардо
Эдуа́рдо Дальбо́но (итал. Eduardo Dalbono; 10 декабря 1841, Неаполь, Королевство Италия — 23 августа 1915, там же) — итальянский живописец, писавший картины в стиле натурализма и смоляной школы.

## Биография

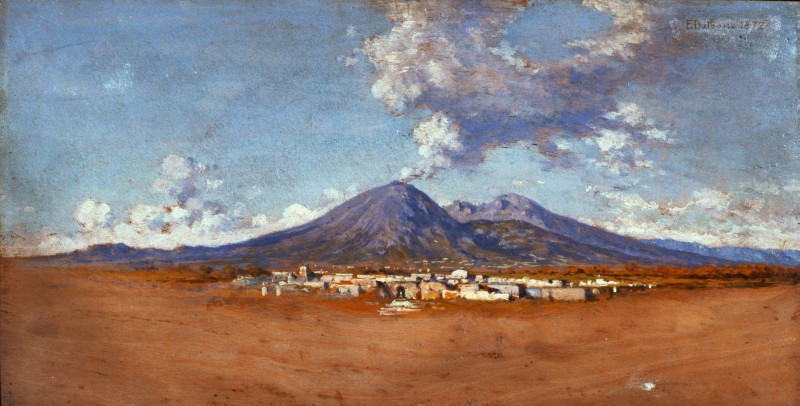
«Везувий» (1872). Холст, масло. Собрание Фонда Каприоло, Милан

Родился в Неаполе 10 декабря 1841 года в семье искусствоведа Карло Тито Дальбоно и Вирджинии, урождённой Карелли. В 1850 году в Риме учился рисованию у Людовико Маркетти. Затем в Неаполе обучался живописи частным образом у Николы Палицци. Дебютировал на выставке Королевского музея Бурбонов в Неаполе в 1859 году. В 1861 году был удостоен серебряной медали II степени за картину «Святой Людовик, король Франции, страдающий под дубом, преподаёт благословение, почитающим его, членам семьи».
В 1866 году участвовал в конкурсе на историческую живопись с картиной «Отлучение короля Манфреда». Работа была представлена публике на выставке Общества изящных искусств в Неаполе в 1868 году. В 1870 году на выставке Пармской национальной экспозиции изящных искусств Дальбоно получил за эту работу золотую медаль. В 1871 году художник представил публике свою самую известную картину «Миф о сирене», повествующей о легендарном основании города Неаполя. В 1873 году эта работа была удостоена бронзовой медали на Всемирной выставке в Вене. В это же время Дальбоно познакомился с художниками из смоляной школы, став членом этой группы.
Во время пребывания в Париже, между 1878 и 1882 годами, Джузеппе Де Ниттис познакомил художника с арт-дилером Адольфом Гупилем, который приобрёл у него ряд картин. Наряду с написанием картин, Дальбоно получал заказы на декорирование дворцов и вилл в Неаполе и Салерно. Он также приобрёл известность, как иллюстратор книг для детей и журналов мод.
В 1897 году возглавил кафедру живописи в Институте изящных искусств (ныне Академия изящных искусств) в Неаполе. В 1905 году получил место куратора картинной галереи Национального музея Неаполя (ныне галерея Национального музея Каподимонте). В 1906 году он возглавил комиссию по реконструкции дворца Фарнезе в Пьяченце. Умер в Неаполе 23 августа 1915 года.